# 재생 가능 점자 디스플레이

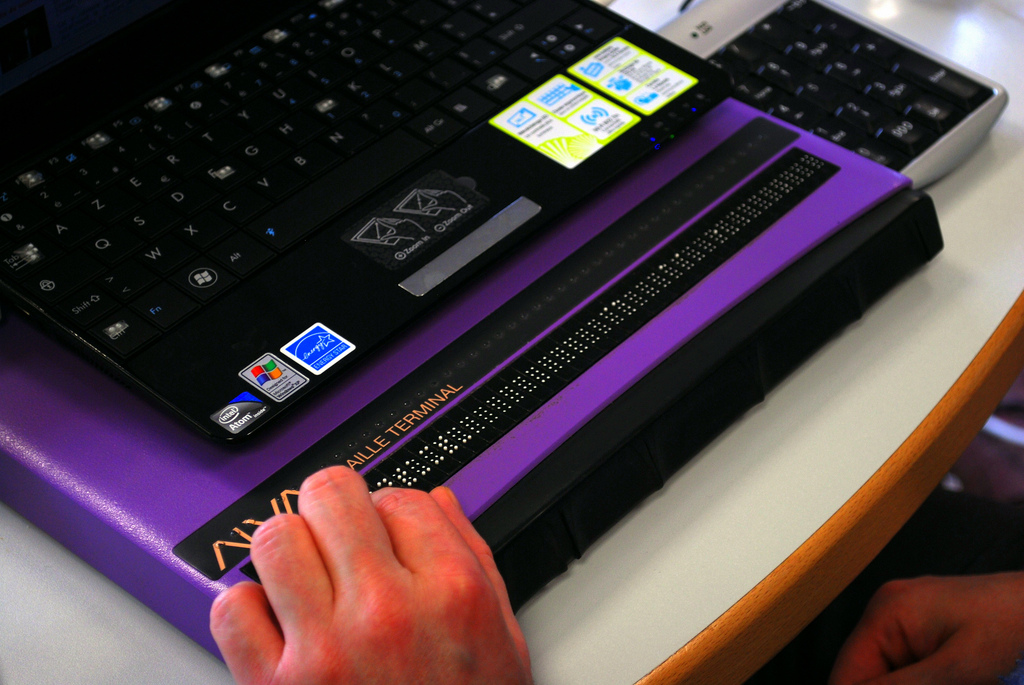
재생 가능 점자 디스플레이

재생 가능 점자 디스플레이(refreshable braille display) 또는 점자 단말기(braille terminal)는 일반적으로 평평한 표면의 구멍을 통해 들어올려진 핀을 이용하여 점자 문자를 표시하기 위한 전가기계 장치이다. 컴퓨터 모니터를 이용할 수 없는, 시각 장애가 있는 컴퓨터 사용자들은 이 기기를 사용하여 텍스트 출력을 읽을 수 있다. 청각 장애가 있는 컴퓨터 사용자들 또한 재생 가능 점자 디스플레이를 이용할 수 있다.
동일 작업을 위해 음성 합성 또한 보통 사용되며 앞을 못 보는 사용자는 상황에 따라 두 시스템을 번갈아가면서 사용하거나 동시에 둘 다 사용할 수 있다.

## 기계적 세부사항

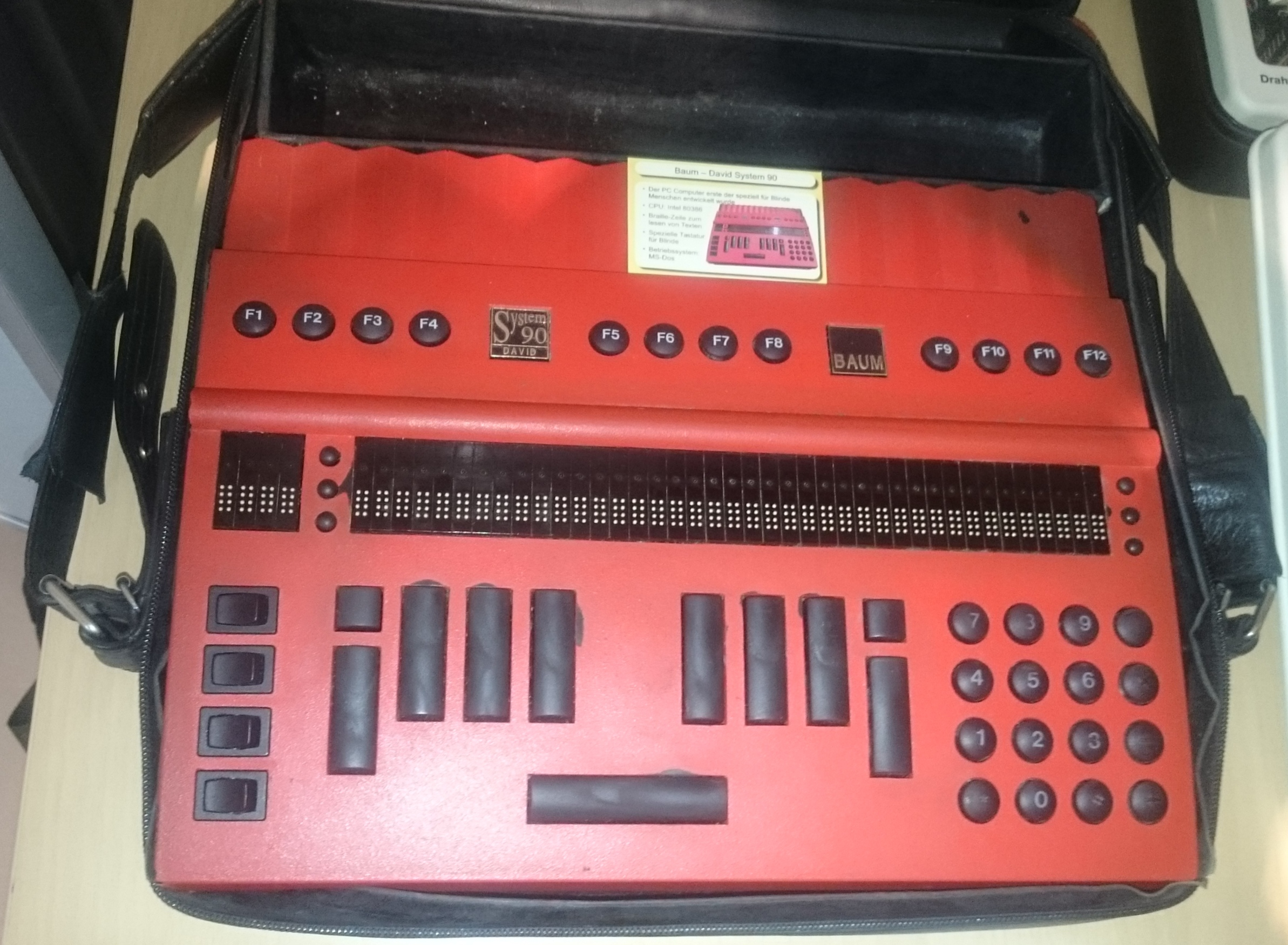
Baum David System 90 특수 목적 컴퓨터. 점자 화면과 특수 자판이 함께 위치해 있다.

재생 가능 점자 디스플레이는 대개 순수 점자 자판이 함께 연동된다. 입력은 각 사이드마다 4개의 키를 가지고 수행되며 출력은 전자기계 문자 셀의 로우(row)로 구성되는 재생 가능 점자 디스플레이를 통해 이루어진다. 문자 셀 각각은 8개의 핀 조합을 높이거나 낮출 수 있다. 그 밖의 변종들은 입력을 위한 전통 QWERTY 자판, 출력을 위한 점자 핀을 사용하며 입력 전용이나 출력 전용인 장치도 존재한다.

## 같이 보기
- 접근성 툴킷
- 보이스오버 (소프트웨어)